# Aborcja w Gibraltarze
Aborcja w Gibraltarze jest nielegalna w każdym przypadku. Wedle art. 162 Crimes Act 2011 kobiecie dokonującej aborcji, jak również osobie przeprowadzającej aborcję, grozi kara dożywotniego pozbawienia wolności.